# James Peale
Pour les articles homonymes, voir Peale.
James Peale, né en 1749 à Chesterton et mort le 24 mai 1831 à Philadelphie, est un peintre américain.

## Biographie
James Peale est né à Chesterton dans le Maryland, de Charles Peale (1709-1750) et de Margaret Triggs (1709-1791), dont il est le deuxième fils. Son père mourut lorsqu'il n'était encore qu'un nourrisson, et sa famille déménagea à Annapolis. 
C'est là qu'en 1762, il commença des apprentissages, d'abord dans une sellerie, puis chez un ébéniste. En 1769, son frère Charles Willson Peale revint de Londres où il était parti étudier la peinture dans l'atelier de Benjamin West, et James lui servit d'assistant tout en apprenant lui-même à peindre. 
Il travailla dans l'atelier de son frère jusqu'au 14 janvier 1776 ; il accepta ce jour-là le poste de porte-enseigne dans le régiment de William Smallwood, dans l'Armée Continentale. Trois mois plus tard il fut promu capitaine, et combattit durant les trois années suivantes dans les batailles de Long Island, White Plains, Trenton, Brandywine, Germantown, Princeton et Monmouth, puis démissionna en 1779 et rejoignit son frère à Philadelphie. 
Il se maria en 1782 et s'établit dans un foyer et un atelier indépendants de ceux de Charles, ce qui ne les empêcha pas de collaborer en 1788 à la Philadelphia's Federal Procession honorant la Constitution fraîchement rédigée.

James Peale s'éclairant avec un quinquet à huile, vu par son frère Charles Willson Peale en 1822.

Au début de sa carrière, Peale peignit des portraits et des natures mortes, ce qui lui valut une certaine réputation à partir du milieu des années 1780. C'est à cette période que son frère Charles lui transmit la pratique des miniatures, et James s'y voua jusqu'au début du XIXe siècle, avec une prédilection pour l'aquarelle sur ivoire. En 1795, il exposa au Columbianum, une nouvelle académie de Philadelphie, une nature morte de fruits, neuf miniatures et le portrait de sa famille. Vers 1810, alors que sa vue commençait à baisser, James Peale abandonna la miniature pour se consacrer à de grands portraits et des natures mortes très admirés à Philadelphie, Boston et Baltimore où ils étaient exposés.
On ignore toujours le nombre total de paysages que Peale a peints, mais l'on sait qu'il exécuta plus de deux cents miniatures d'aquarelle sur ivoire, peut-être cent natures mortes, un peu moins de soixante-dix portraits à l'huile, et au moins huit toiles d'histoire. 
James Peale mourut à Philadelphie le 24 mai 1831, mais sa continuité fut assurée. En effet, trois de ses six enfants devinrent des peintres accomplis : Anna Claypoole Peale (1798–1871), miniaturiste et peintre de natures mortes ; Margaretta Angelica Peale (1795–1882), peintre de trompe-l'œil et de natures mortes de fruits ; et Sarah Miriam Peale (1800–1885), portraitiste et peintre de natures mortes également.

## Œuvres

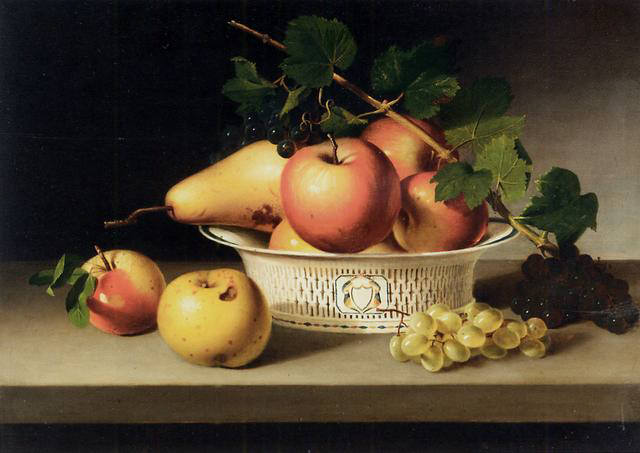
Fruits of Autumn
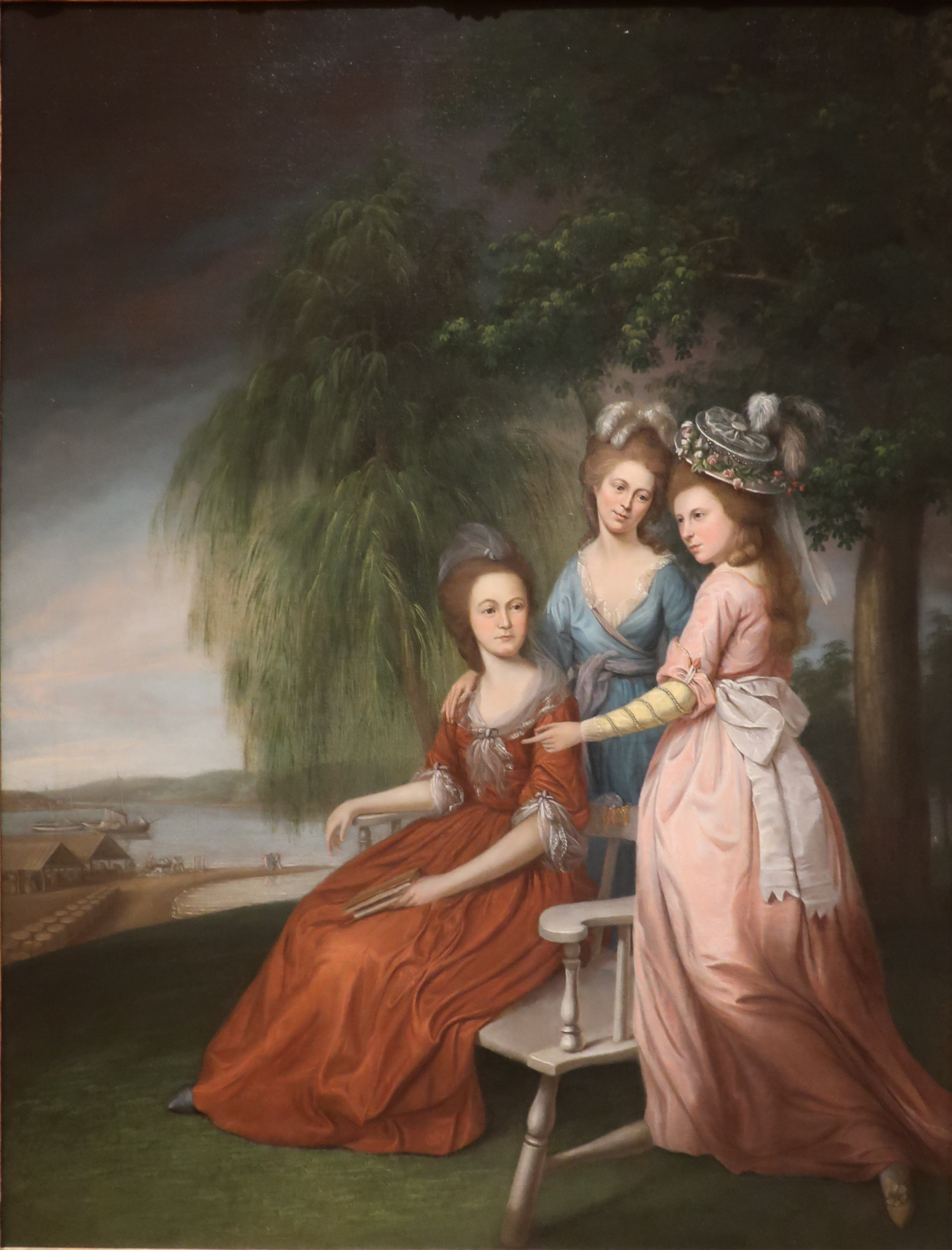
The Ramsey-Polk Family at Carpenter's Point, Cecil County, Maryland
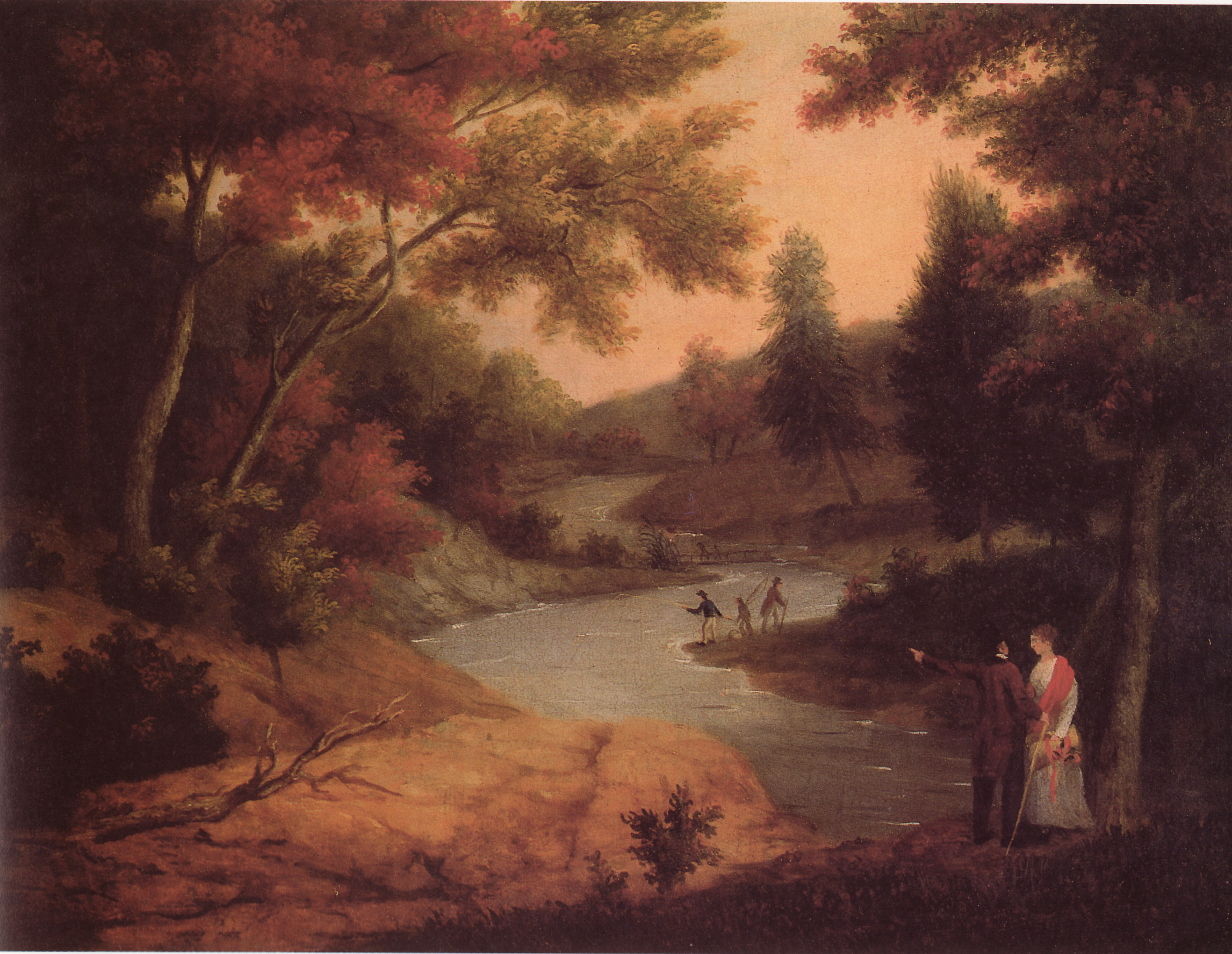
View on the Wissahickon
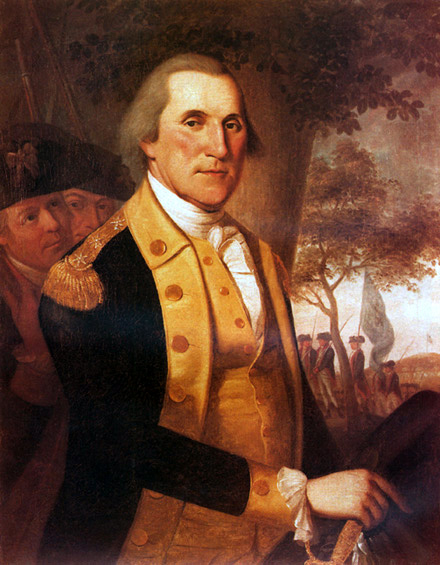
George Washington
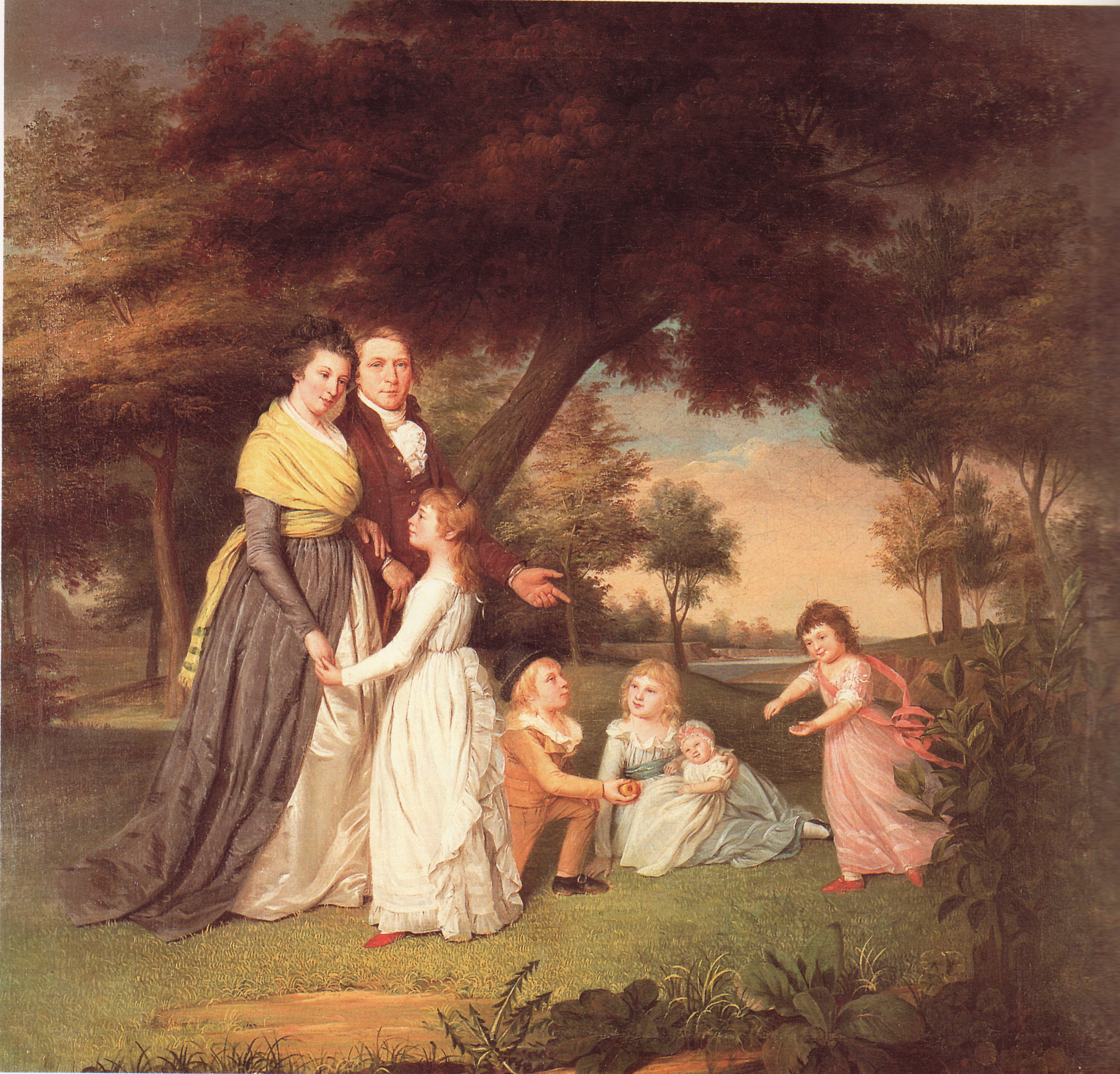
The Artist and His Family
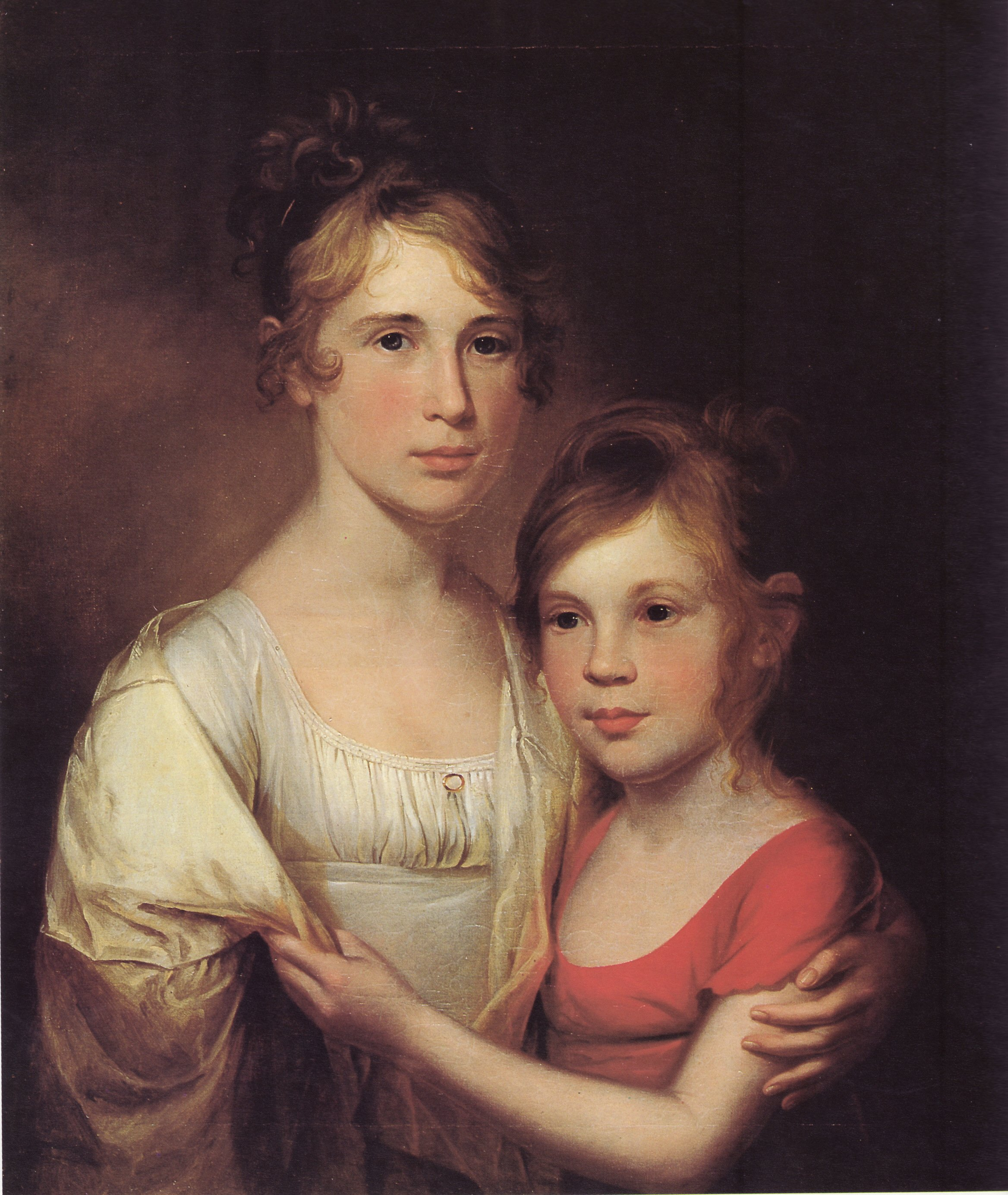
Anna and Margaretta Peale
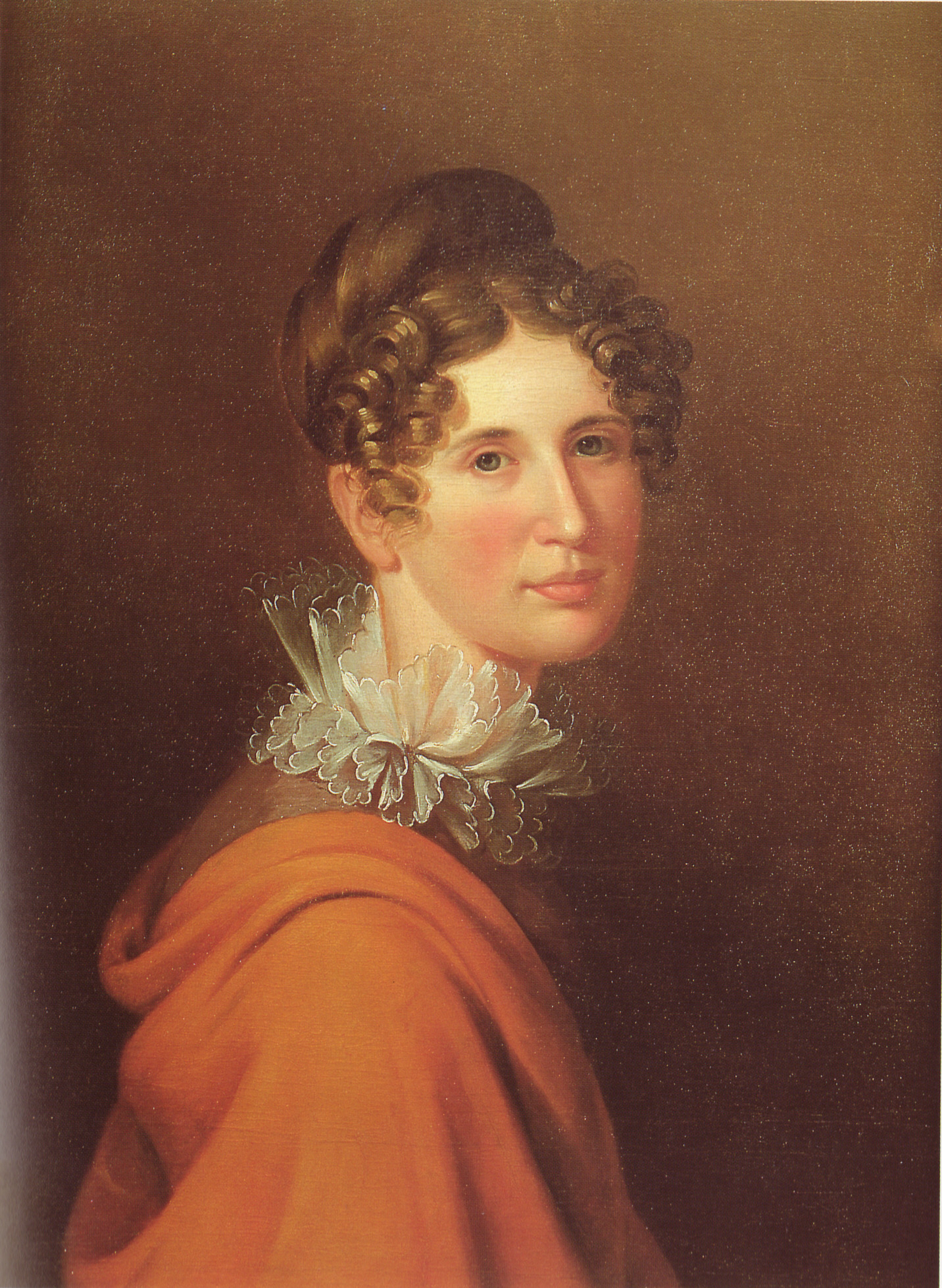
Portrait of Margarette Peale